# Heterochelus barkeri
Heterochelus barkeri är en skalbaggsart som beskrevs av Kulzer 1960. Heterochelus barkeri ingår i släktet Heterochelus och familjen Melolonthidae. Inga underarter finns listade i Catalogue of Life.